# Laniarius brauni
Laniarius brauni е вид птица от семейство Malaconotidae. Видът е застрашен от изчезване.

## Разпространение
Видът е разпространен в Ангола.